# Кафява дървесна жаба
 Тази статия е за жабата Litoria ewingii.  За Polypedates leucomystax вижте Домашна веслонога жаба.  
Litoria ewingii са вид жаби от семейство Дървесници (Hylidae). Първоначално са разпространени в Югоизточна Австралия, включително в Тасмания, където са най-често срещаният вид жаби. Видът е интродуциран и в Нова Зеландия.